# Liste des aéroports canadiens par indicateur d'emplacement : CT
Cette liste d'aéroports reprend l'ordre alphabétique suivi par le « TC LID ». Le « TC LID » est le « lieu d'identification » donné par Transports Canada, représentant le nom et le lieu d'un aéroport. C'est une aide de direction pour aider la circulation aérienne, les télécommunications et les programmes d'ordinateur.
Le format des entrées sont:
- Lieu d'identification (TC LID) - IATA - Nom de l'aéroport (nom alternatif) - Communauté de l'aéroport - Province

Les aéroports du Réseau national des aéroports sont en caractères gras.

## CA -Canada- CAN[1],[2]
| TC LID | IATA | Nom de l'aéroport                                 | Communauté                   | Province                  |
| ------ | ---- | ------------------------------------------------- | ---------------------------- | ------------------------- |
| CTA2   |      | Sept-Îles (Hydro-Québec) Heliport                 | Sept-Îles                    | Québec                    |
| CTA3   |      | Aéroport Île aux Coudres                          | Île aux Coudres              | Québec                    |
| CTA4   |      | Aérodrome Saint-Bruno-de-Guigues                  | Saint-Bruno-de-Guigues       | Québec                    |
| CTA5   |      | Hydroaérodrome Val-d'Or/Hydrobase Piché Dubuisson | Val-d'Or                     | Québec                    |
| CTA9   |      | Héliport Ottawa/Gatineau (Casino)                 | Gatineau                     | Québec                    |
| CTB2   |      | Héliport Thunder Bay (Health Science Centre)      | Thunder Bay                  | Ontario                   |
| CTB6   | ZTB  | Aéroport Tête-à-la-Baleine                        | Tête-à-la-Baleine            | Québec                    |
| CTB7   |      | Héliport Taber (Health Centre)                    | Taber                        | Alberta                   |
| CTC2   |      | Hydroaérodrome Saint-Alphonse/Lac Cloutier        | Saint-Alphonse-Rodriguez     | Québec                    |
| CTD3   |      | Hydroaérodrome Lac Sébastien                      | Lac Sébastien                | Québec                    |
| CTD4   |      | Héliport Baie-Saint-Paul                          | Baie-Saint-Paul              | Québec                    |
| CTE3   |      | Hydroaérodrome Havre Saint-Pierre                 | Havre-Saint-Pierre           | Québec                    |
| CTF2   |      | Héliport Tofield (Health Centre)                  | Tofield                      | Alberta                   |
| CTF3   |      | Aéroport Causapscal                               | Causapscal                   | Québec                    |
| CTF4   |      | Aérodrome Dundalk (Tripp Field)                   | Dundalk                      | Ontario                   |
| CTG2   |      | Héliport Montréal/Saint-Hubert Helicraft          | Montréal                     | Québec                    |
| CTG3   |      | Aéroport du Rocher-Percé (Pabok)                  | Le Rocher-Percé              | Québec                    |
| CTH2   |      | Aérodrome Thor Lake                               | Thor Lake                    | Territoires du Nord-Ouest |
| CTH3   |      | Aéroport Grandes-Bergeronnes                      | Grandes-Bergeronnes          | Québec                    |
| CTH5   |      | Héliport Harrington Harbour                       | Harrington Harbour           | Québec                    |
| CTH4   |      | Héliport Two Hills (Health Centre)                | Two Hills                    | Alberta                   |
| CTH6   |      | Hydroaérodrome La Tuque                           | La Tuque (Québec)            | Québec                    |
| CTH7   |      | Aérodrome Rivière-aux-Saumons                     | Rivière-aux-Saumons          | Québec                    |
| CTH9   |      | Héliport Saint-Augustin                           | Saint-Augustin               | Québec                    |
| CTI3   |      | Hydroaérodrome Ottawa/Gatineau                    | Gatineau                     | Québec                    |
| CTJ2   |      | Héliport Quebec (Coast Guard)                     | Québec                       | Québec                    |
| CTJ5   |      | Héliport Quebec/Hôpital de L'Enfant-Jesus         | Québec                       | Québec                    |
| CTK2   |      | Aéroport Senneterre                               | Senneterre (paroisse)        | Québec                    |
| CTK6   |      | Aéroport Kegaska                                  | Kegaska                      | Québec                    |
| CTK8   |      | Héliport Abbotsford (Teck)                        | Abbotsford                   | Colombie-Britannique      |
| CTM2   |      | Hydroaérodrome Temagami/Mine Landing              | Temagami (Ontario)           | Ontario                   |
| CTM3   |      | Hydroaérodrome Chutes-des-Passes/Lac Margane      | Chutes-des-Passes            | Québec                    |
| CTM4   |      | Héliport Toronto (St. Michael's Hospital)         | Toronto                      | Ontario                   |
| CTM5   |      | Aérodrome Tundra Mine/Salamita Mine               | Tundra Mine/Salamita Mine    | Territoires du Nord-Ouest |
| CTM6   |      | Héliport Timmins (Timmins & District Hospital)    | Timmins                      | Ontario                   |
| CTM7   |      | Aérodrome Tundra Mine/Salamita Mine               | Tundra Mine/Salamita Mine    | Territoires du Nord-Ouest |
| CTN3   |      | Hydroaérodrome Lac Beauregard                     | Lac Beauregard               | Québec                    |
| CTN6   |      | Treherne (Village aéronautique South Norfolk)     | Treherne                     | Manitoba                  |
| CTN7   |      | Aéroport Canton                                   | Canton                       | Ontario                   |
| CTP3   |      | Hydroaérodrome Barrage Gouin                      | Barrage Gouin Lodge (Québec) | Québec                    |
| CTP4   |      | Hydroaérodrome Lac Pau (Caniapiscau)              | Caniapiscau                  | Québec                    |
| CTP5   |      | Héliport St. Paul (Health Care Centre)            | Saint-Paul (Alberta)         | Alberta                   |
| CTP9   | YAU  | Aéroport Kattiniq/Donaldson                       | Kattiniq                     | Québec                    |
| CTQ2   |      | Aéroport Stanstead/Weller                         | Stanstead                    | Québec                    |
| CTQ3   |      | Hydroaérodrome Aguanish                           | Aguanish                     | Québec                    |
| CTQ6   |      | Aérodrome Saint-Anselme                           | Saint-Anselme                | Québec                    |
| CTR3   |      | Aérodrome Tottenham/Ronan                         | Tottenham                    | Québec                    |
| CTR4   |      | Héliport Granby/Artopex Plus                      | Granby (Québec)              | Québec                    |
| CTR6   |      | Aérodrome Saint-Basile (Marcotte)                 | Saint-Basile (Québec)        | Québec                    |
| CTR7   |      | Hydroaérodrome Ottawa/Rockcliffe                  | Ottawa                       | Ontario                   |
| CTS2   |      | Héliport Quebec/Beauport (HQ)                     | Québec                       | Québec                    |
| CTS3   |      | Hydroaérodrome Lac Berthelot                      | Lac Berthelot                | Québec                    |
| CTS6   |      | Héliport Hespero/Safron Residence                 | Condor                       | Alberta                   |
| CTT5   | ZGS  | Aéroport La Romaine                               | La Romaine                   | Québec                    |
| CTU2   |      | Aéroport Fontages                                 | Fontanges                    | Québec                    |
| CTU5   | ZLT  | Aéroport La Tabatière                             | La Tabatière                 | Québec                    |
| CTV2   |      | Hydroaérodrome Lac-des-Écorces                    | Lac-des-Écorces              | Québec                    |
| CTX2   |      | Hydroaérodrome Lac Trévet                         | Lac Trévet                   | Québec                    |
| CTY3   |      | Hydroaérodrome Cascades                           | Cascades                     | Québec                    |
| CTY4   |      | Aérodrome Olds/North 40 Ranch                     | Olds                         | Alberta                   |
| CTY5   |      | Aérodrome Rougemont                               | Rougemont (Québec)           | Québec                    |